# アウトサイダー・ミュージック
アウトサイダー・ミュージック（英語: Outsider music）は、アウトサイダー・アートの音楽の世界への拡張概念であり、伝統的な既成概念を学ばずに独自の音楽を作り出す音楽のジャンルの一つである。

## 概要
代表的な例にタイニー・ティム、The Shaggsがあげられる。アーウィン・チュシドの書籍「SONGS IN THE KEY OF Z」では、ブライアン・ウィルソンについても「音楽史上、もっとも売れたアウトサイダー」として言及されている。
なお、当該項目では以前、アーウィン・チュシドの書籍「SONGS IN THE KEY OF Z」の原書をソースとして、上記の2組以外に「フランク・ザッパ、サン・ラなどが代表例としてあげられる」と記述されていたが、邦訳版書籍「SONGS IN THE KEY OF Z: Outsider Musicの巨大なる宇宙」を確認しても、この2名はアウトサイダー・ミュージックのアーティストとして記述されていない。
なお、フランク・ザッパは、同書において、The Shaggsやワイルド・マン・フィッシャーらを、評価・称賛し、紹介をした側の人物として言及されている。

## 関連CD／関連書籍

### Incredibly Strange Music
アメリカのインディーズ雑誌『Re/Search』が1993年・1994年に刊行した「Incredibly Strange Music」「Incredibly Strange Music Volume2」がある。
また同書のCD版「Incredibly Strange Music 1」もリリースされた。

### SONGS IN THE KEY OF Z
アメリカの音楽史研究者のアーウィン・チュシド（en:Irwin Chusid）が編纂した、2000年のCD「SONGS IN THE KEY OF Z」（en:Songs in the Key of Z）は、2001年に日本でも「アウトサイダー・ミュージックのおもろい世界」の副題つきでCD発売された（解説対談：安田謙一xキングジョーx松永良平x江村幸紀）。チュシドは2003年には、2枚目のCD「Songs in the Key of Z 2: Curious Universe of Outsider Music」を編纂している。
また、チュシドによる2000年のアウトサイダー・ミュージックの研究書『Songs in the Key of Z』（2000年刊行）も、2006年に『Songs In The Key Of Z: Outsider Musicの巨大なる宇宙』の邦題で翻訳刊行されている。

## 主なアーティスト
- シャッグス（The Shaggs） ..."Philosophy of the World"
- フローレンス・フォスター・ジェンキンス
- レジェンダリー・スターダスト・カウボーイ[4]（Legendary Stardust Cowboy） ... "Standing in a Trash Can (Thinking About You)"
- キャプテン・ビーフハート[5]（Captain Beefheart & the Magic.Band） ... "Vampire Suite"
- ジャンデック（Jandek） ... "They Told Me I Was A Fool"
- タイニー・ティム（Tiny Tim (with Miss Sue)） ... "True Love"
- ダニエル・ジョンストン（Daniel Johnston） ... "Walking the Cow"
- ルシア・パメラ（Lucia Pamela） ... "Walking on the Moon"
- ピーター・グルージエン（Peter Grudzien） ... "Star-Spangled Banner Waving Somewhere"
- ジャック・マデュリアン（Jack Mudurian）... "Downloading the Repertoire" (excerpt)
- シュビー・テイラー（Shooby Taylor, the Human Horn） ... "Stout-Hearted Men"
- B. J. Snowden ... "In Canada"
- Eilert Pilarm ... "Jailhouse Rock"
- Song Poem ... "Virgin Child of Universe"
- Wesley Willis ... "Rock n' Roll McDonald's"
- ジョー・ミーク（Joe Meek） ... "Telstar" (demo)
- Sri Darwin Gross ... "At the Grass Roots"
- Congress-Woman Malinda Jackson Parker ... "Cousin Mosquito #1"